# Taça Jules Rimet

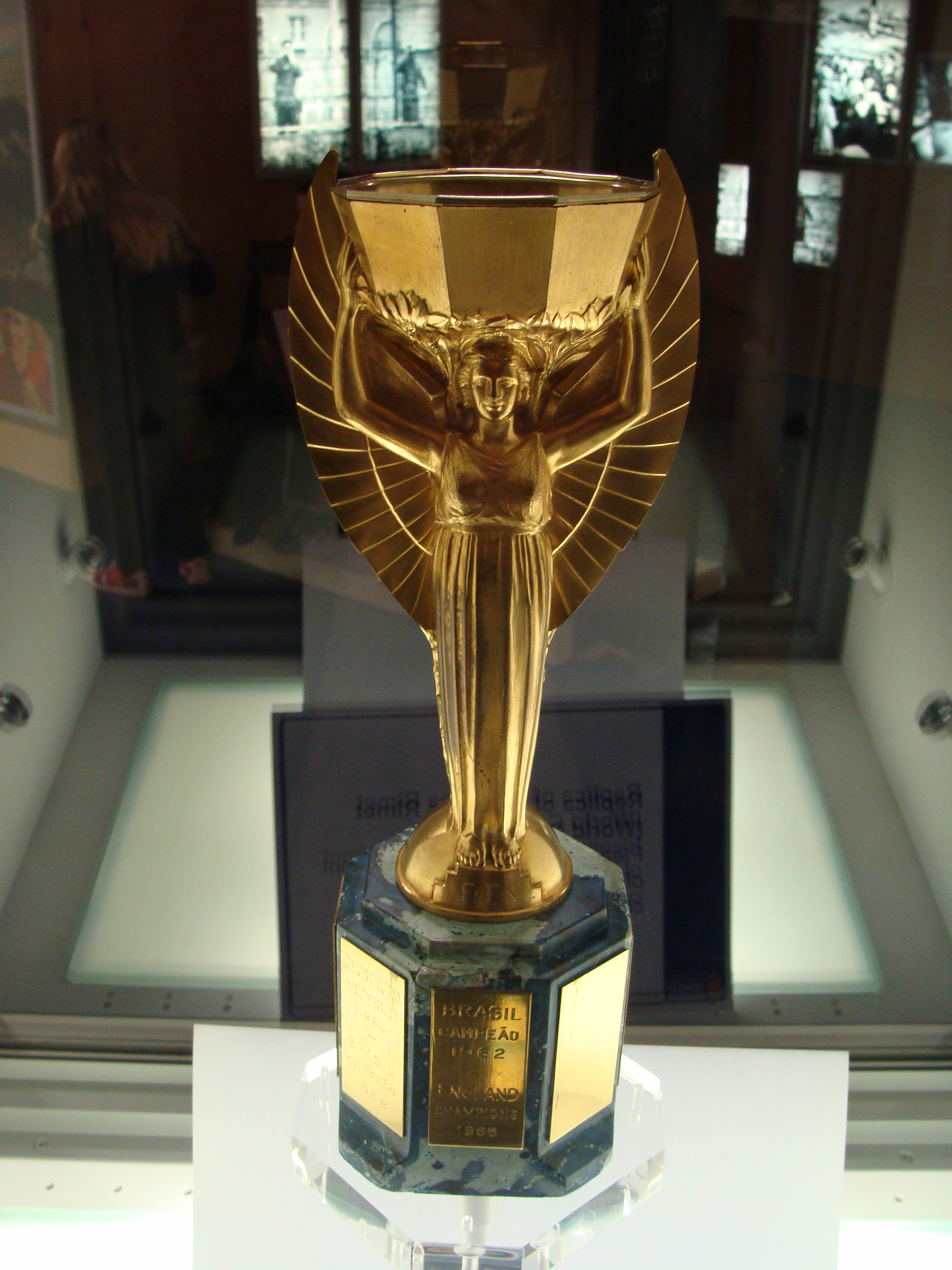
Réplica do troféu Jules Rimet.

Taça Jules Rimet foi o nome que recebeu o troféu confeccionado para premiar a seleção vencedora da Copa do Mundo da FIFA.

## Histórico
O oferecimento de uma taça como recompensa pela conquista da primeira Copa do Mundo de Futebol foi proposto no Congresso da FIFA, ocorrido em 28 de maio de 1928 pelo seu Comitê Executivo, 
O então presidente da Federação, Jules Rimet, ordenou que fosse feito um troféu, em ouro. Para a confecção da taça Coupe du Monde foi contratado o artesão francês Abel Lafleur, ficando pronta em abril de 1929.
Por sugestão de seu idealizador, a posse definitiva do troféu ficaria com o país que conseguisse vencer um total de três edições da Copa - algo que reputou extremamente difícil, imaginando que nenhum país fosse capaz de atingir esta marca, senão após muito tempo.
Um novo congresso da entidade, realizado em Luxemburgo, a 1 de julho de 1946, decidiu que o nome da taça homenagearia seu idealizador, passando desde então a chamar-se Taça Jules Rimet.

## Descrição
Sua imagem representa uma alegoria de Nice (a deusa grega da vitória) com asas estilizadas. A figura tinha os braços levantados, e segurava uma copa de formato octogonal. Tinha uma base em mármore sobre a qual foram assentados os nomes dos vencedores de cada edição do campeonato em pequenas placas. Media 30 centímetros de altura e possuía 3,8 quilogramas em ouro puro, sendo seu peso total de 4 quilogramas. Seu custo total foi orçado em cinquenta mil francos, considerado uma grande soma na época. 

## Vencedores
Tiveram a chance de erguer a taça os campeões mundiais de futebol: 
- Brasil - Copa do Mundo de 1958, 1962, 1970
- Itália - Copa do Mundo de 1934 e 1938
- Uruguai - Copa do Mundo de 1930 e 1950
- Alemanha - Copa do Mundo de 1954
- Inglaterra - Copa do Mundo de 1966

A tríplice conquista conferiu ao Brasil o privilégio de ter a posse definitiva do troféu. Isso forçou a FIFA a elaborar uma nova taça, desta vez feita sem entrega definitiva a nenhum dos vencedores, e chamada Copa Mundial da FIFA.

## Sumiços
Em 1939, a taça "sumiu" pela primeira vez na história. Na época, a Segunda Guerra Mundial havia eclodido e, para impedir que forças nazistas tomassem a escultura, o então vice-presidente italiano da Fifa, Ottorino Barassi, removeu secretamente a taça do banco onde ela era mantida em Roma e a armazenou numa caixa de sapato escondendo-a sob sua cama.

### Roubos da taça

#### Primeiro roubo da taça
A Inglaterra iria sediar o Mundial de Futebol de 1966. A Taça Jules Rimet foi então colocada em exposição no Center Hall de Westminster, em Londres, junto a uma exposição filatélica. Apesar da intensa vigilância, o troféu desapareceu, em 20 de março de 1966. O caso imediatamente ganhou o noticiário internacional.
A Scotland Yard seguia às cegas, sem pistas do paradeiro do troféu, ou ainda de seu ladrão. Um suspeito foi preso, mas este nunca confessou a ação. Foi então que no dia 27 de março, um senhor de nome David Corbett passeava com seu cão Pickles numa praça do Sul da capital inglesa quando este, farejando um arbusto, localizou o valioso troféu, enrolado por jornais.
Como prêmio por sua heroica descoberta, Pickles ganhou, além da fama, o fornecimento de alimento pelo resto da vida, por parte de uma fábrica de comida canina.
No final do campeonato, com o resultado final da Inglaterra campeã, os argentinos disseram que o roubo da taça não havia sido maior, e sim o de sua vitória.
Conforme citação no livro "Day of the Match", quando o troféu foi roubado pela primeira vez em Londres, um assessor da confederação brasileira de futebol disse que este era um sacrilégio que jamais seria cometido no Brasil, onde até mesmo os ladrões eram apaixonados por futebol.

#### Segundo roubo e destruição
Após o Brasil ter conquistado a posse definitiva do troféu, o mesmo passou a ser exibido na sede da Confederação Brasileira de Futebol. O desleixo para com o troféu fez com que uma réplica fosse trancada num cofre, enquanto a taça original ficasse exposta, sem muita segurança.
Em 20 de dezembro de 1983 o troféu foi roubado, e alguns dias depois a imprensa noticiava, com assombro, que o mais importante símbolo das conquistas futebolísticas do Brasil havia sido derretido.

### Réplica
A despeito do descuido patrimonial, e da falta de responsabilização (apuração e punição pelo descaso), a FIFA, em 1986, ofereceu à CBF uma réplica, que ora encontra-se com os troféus da entidade.

### Partes encontradas em 2015
Em 2015, uma parte da Taça Jules Rimet foi encontrada nos porões da sede da Fifa, em Zurique, na Suíça. A base do troféu, que foi retirada da taça original em 1954, quando foi feito um novo suporte, é azul e tem dez centímetros. Ela carrega o nome dos vencedores das quatro primeiras Copas disputadas entre 1930 e 1950. Neste período, foram campeões o Uruguai (1930 e 1950) e a Itália (1934 e 1938).
Essa base da taça está exposta no Museu da FIFA.